# Optischer Tisch

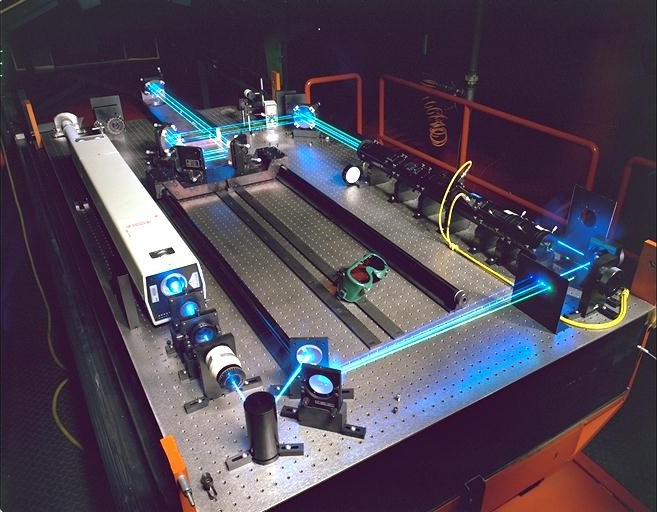
Ein Lasersystem auf einem optischen Tisch

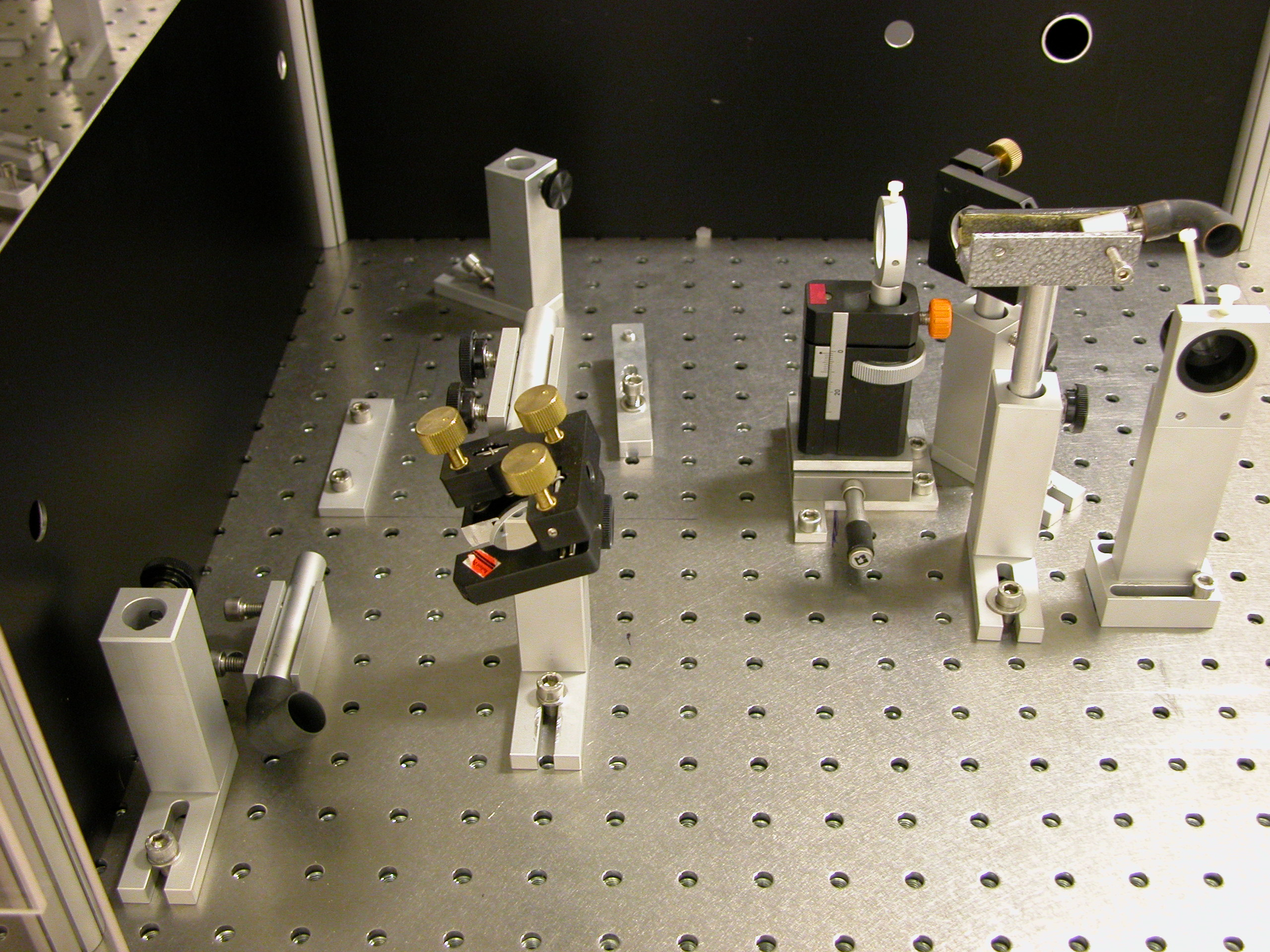
Ein optischer Tisch mit Elementen zur Laserstrahldämpfung

Ein optischer Tisch ist eine Einrichtung, die dazu dient, die Elemente eines optischen Systems mechanisch stabil zu halten. Seine Platte zeichnet sich durch große Steifigkeit aus. Im Gegensatz zu einer optischen Bank hat ein optischer Tisch keine bevorzugte eindimensionale Achse, sondern eine bevorzugte zweidimensionale Ebene.
In vielen Experimenten der Quantenoptik dienen optische Tische als stabile Unterlage, auf der die Komponenten des Aufbaus befestigt werden.

## Aufbau
Ein optischer Tisch besteht aus einer steifen, meist rechteckigen Platte, die auf einem Untergestell lagert. Die Lagerung erfolgt häufig über Schwingungsdämpfer mit kleiner Federkonstante.  Dies dient dazu, dass möglichst wenig mechanische Störungen, etwa durch Trittschall, oder Erschütterungen durch Straßenverkehr auf den optischen Aufbau übertragen werden. 
Um eine große Steifigkeit zu erreichen, sollte das Verhältnis der Dicke der Platte zur seitlichen Ausdehnung möglichst groß sein. Um dennoch ein akzeptables Gewicht zu erreichen, wird die Sandwichbauweise genutzt. Dabei werden die Ober- und die Unterseite des Tischs durch dicke Bleche gebildet. Diese Bleche sind durch eine Vielzahl von leichten, senkrecht stehenden Wänden oder Röhren verbunden. Auf diese Weise ist nicht die Dicke der Bleche für die Steifigkeit des Tisches entscheidend, sondern der Abstand zwischen den Blechen. Außerdem zeichnet sich diese Konstruktion durch eine große Dämpfung von Schwingungen mit hoher Frequenz aus. Dies ist wichtig, damit die Platte nicht wie eine Glocke lange nachschwingt.

## Montage
Die Oberseite von optischen Tischen ist meist mit einem regelmäßigen Raster von Gewindelöchern versehen. Dies erlaubt es, mit Hilfe von Pratzen die Komponenten des Aufbaus mechanisch stabil, dabei aber flexibel in der Anordnung auf dem Tisch zu befestigen. Eine andere Technik besteht darin, die Komponenten mit Magnetfüßen auszustatten. Wenn es absehbar ist, dass die Komponenten dauerhaft an einer Stelle verbleiben, sind auch Klebungen mit  Zweikomponenten-Klebstoff üblich.
Die montierten Elemente sind optische Bauelemente, also Linsen, Spiegel, Prismen usw. Sie werden typischerweise auf ständerartigen Montageelementen befestigt, so dass der Strahlengang in einer einheitlichen Höhe über der Tischoberfläche verläuft.
Zur Justierung der Elemente muss deren Lage variabel gemacht werden. Dazu gibt es Montageelemente mit den entsprechenden Einstellmöglichkeiten, zum Verkippen in zwei Achsen (für Spiegel, siehe bei Planspiegel), für Feinjustierung in der xy-Ebene quer zur Strahlrichtung (für Linsen), zur Rotation senkrecht zur Strahlrichtung (von Polarisatoren), zur Rotation in der Strahlebene (für Prismen) oder zur Höhenverstellung (von Küvetten mit Flüssigkeiten). Dies sind aber nur die besonders häufig vorkommenden Beispiele, es gibt viele weitere hochspezialisierte Ausführungen.
Die meisten dieser Verstellmöglichkeiten werden von Hand betätigt, im Zuge der Grundjustierung des Strahlengangs. Manche werden aber auch von (Servo-)Motoren betrieben, um sie öfters und/oder automatisiert zu betreiben.